# Brandnäva
Brandnäva (Geranium lanuginosum) är en ettårig pyrofil ört i familjen näveväxter som främst förekommer i länder runt Medelhavet men som även introducerats till Sverige. 

## Utseende
Blommorna är cirka 15 mm stora, blåvioletta med vit bas. Märkesflikarna är röda jämfört med svedjenävans som är vita. Stjälkarna är lite klenare, lederna mer röda och bladen djupare flikiga än hos svedjenävan. Hela plantan luktar lite åt citrushållet och är klibbig.

## Utbredning
Brandnäva förekommer ursprungligen i länder runt Medelhavet, från Portugal och Marocko i väst till Frankrike i norr, Algeriet i söder, via Italien och Grekland till Turkiet i öster. Arten är också, som enda land, introducerad till Sverige.

### Förekomst i Sverige
Det första publicerade fyndet i Sverige är från 1916 i Ekvik utanför Västervik i Småland. Där beskrevs den dock som en underart till svedjenäva och kallades G. bohemicum *deprehensum. Vid 1926 upphöjdes den till egen art och påvisades 1933 som identisk med den sedan länge kända G. lanuginosum från sydeuropa.
Brandnävan är mycket sällsynt i Sverige och återfinns främst i kustlandskapen i Mellansverige, från Småland till Uppland.

## Ekologi
Till ekologin liknar brandnävan sin nära släkting svedjenäva (Geranium bohemicum) och de växer ofta tillsammans. De är annuella eller vinterannuella örter beroende när på året fröna gror. Efter brand tidigt på året, innan juli, blommar de samma år. Efter en senare brand övervintrar plantan i stället som en grön bladrosett som börjar blomma i slutet av maj året efter branden och fortsätter in i september tills de dör. En planta som blommat överlever inte kommande vinter.
Det är en pyrofil art, det vill säga den är mer eller mindre är beroende av skogsbränder för sin fortlevnad. Deras frön, som finns i mineraljorden (dvs under markens humusskikt), behöver upphettas till 50–100 °C för att ta in vatten och gro. Men värme är inte ett krav utan även mekanisk skada på fröskalet kan göra att de tar in vatten och fröna gror. Därför kan man ibland se brandnävor på omrörd skogsmark, som t.ex. markberedda hyggen
Plantor förekommer vanligen endast under ett par år efter en brand, innan andra mer konkurrenskraftiga växter tar över. Men deras frön kan överleva i markens fröbank under mycket lång tid, okänt hur länge, men grobara frön hittades i marken på en plats i Tyresta där man vet det inte brunnit på 200 år. Efter branden i Tyresta 1999 dök det upp tusentals plantor av både brand - och svedjenäva inom begränsade områden av det 450 hektar stora brandfältet. Nävorna finns i bördig marktyp, eftersom de kräver mycket näring för att bli stora och producera mycket frön under sin korta livstid. De kan bli över metern stor i diameter och producera över 4500 frön, men det är ovanligt.

## Status och hot
Mängden skogsbränder har under lång tid minskat tillsammans med bruket av kolning och svedjebruk vilket gjort att brandnävan minskat. För att denna och andra brandberoende arter ska överleva på sikt genomför skogsbolag, länsstyrelser och andra markägare naturvårdsbränningar. Under 2015-2019 pågår EU-projektet Life-Tagia där 14 länsstyrelser har fått 100 miljoner för att finansiera naturvårdsbränningar. I Sverige kategoriseras brandnäva som starkt hotad (EN).